# Fraguado
El fraguado es el proceso de endurecimiento y pérdida de plasticidad del hormigón (o mortero de cemento), producido por la desecación y recristalización de los hidróxidos metálicos procedentes de la reacción química del agua de amasado con los óxidos metálicos presentes en el clinker que compone el cemento. Este proceso se realiza en encofrado para su moldeado o adopción de forma.
También se denomina fraguado al proceso de endurecimiento de la pasta de yeso o del mortero de cal.
En el proceso general de endurecimiento del hormigón se presenta un estado de fraguado inicial en que la mezcla pierde su plasticidad. Se denomina fraguado final al estado en el cual la consistencia ha alcanzado un valor muy apreciable. El tiempo comprendido entre estos dos estados se llama tiempo de fraguado de la mezcla que se estima en unas diez horas, aunque varía dependiendo de la humedad relativa, temperatura ambiente, etc.
Se pueden añadir aditivos retardantes o acelerantes del fraguado que permiten su mejor manejo en obra.

## Curado del hormigón
El curado se realiza durante el proceso de fraguado del hormigón para asegurar su adecuada humedad, adoptando las medidas oportunas durante el plazo que se establezca en las Especificaciones Técnicas, en función del tipo, clase y categoría del cemento, de la temperatura y grado de humedad del ambiente.
A los cuatro días el hormigón tiene una resistencia adecuada para quitar la formaleta y el periodo de curado debe ser por diez días para no tener problemas en la resistencia proyectada del hormigón.  El método ideal es usar el agua para ayudar a la hidratación de la pasta de cemento.
Se puede tratar de retener la humedad mediante un material protector adecuado o mediante riego controlado, evitando producir deslavado. El curado debe durar hasta que, como mínimo, el hormigón haya alcanzado el 70% de la resistencia de proyecto. El tiempo para que el proceso de fraguado se haya completado, es de treinta días.
Entre los métodos especiales de curado, destacan el curado por calor, inmersión o mediante vapor de agua que se iniciará una vez transcurrido el período de prefraguado.